# Šola za rezervne častnike protiletalske artilerije Jugoslovanske ljudske armade
Šola za rezervne častnike protiletalske artilerije JLA (srbohrvaško: Škola za rezervne oficire protiavionske artiljerije JNA) je bila specialistična vojaška šola za rezervne častnike Jugoslovanske ljudske armade.
Šolanje je trajalo leto dni; od tega so pol leta preživeli v šoli in pol leta pa so stažirali v enotah. Po šolanju so bili usposobljeni za poveljnike vodov protiletalske artilerije.